# لص أمين (فلم)
لص أمين (بالإنجليزية: Honest Thief) هو فيلم إثارة، أكشن أمريكي صدر عام 2020، من إخراج مارك ويليامز وبطولة ليام نيسون،كايت والش،روبرت باتريك،أنتوني راموس،جيفري دونوفان وجاي كورتني.

## روابط خارجية
- الموقع الرسمي
- مقالات تستعمل روابط فنية بلا صلة مع ويكي بيانات

لا توجد روابط لمواقع التواصل الاجتماعي.